# مارک کومبه
مارک کومبه (انگلیسی: Mark Coombe؛ زادهٔ ۱۷ سپتامبر ۱۹۶۸) بازیکن فوتبال اهل بریتانیا است.
از باشگاه‌هایی که در آن بازی کرده‌است می‌توان به باشگاه فوتبال بیدفورد، باشگاه فوتبال کولچستر یونایتد، باشگاه فوتبال سالزبری سیتی، باشگاه فوتبال تورکی یونایتد، باشگاه فوتبال اکستر سیتی، باشگاه فوتبال بریستول سیتی، و باشگاه فوتبال المور اشاره کرد.